# Jean-Pierre Poisson (peintre)
Pour les articles homonymes, voir Jean-Pierre Poisson (homonymie).
 (mai 2008).
Si vous disposez d'ouvrages ou d'articles de référence ou si vous connaissez des sites web de qualité traitant du thème abordé ici, merci de compléter l'article en donnant les références utiles à sa vérifiabilité et en les liant à la section « Notes et références ».
Jean-Pierre Poisson né le 18 juillet 1947, est un peintre franco-suisse.

## Biographie
Après une formation de base à l'École des Arts Décoratifs à Nice, Jean-Pierre Poisson voyage durant de nombreuses années, d'Orient à l'Europe du Nord, d'Afrique aux Amériques. Il s'imbibe des cultures locales et fréquente divers ateliers de peintres locaux comme Eugène Malonga considéré comme l'un des cinq fondateurs de la peinture congolaise.
Il utilise des pinceaux chinois pour calligraphie, héritage de plusieurs années de travail avec un peintre chinois, qui lui permettent de réaliser des effets très particuliers. Son langage plastique est très personnel, contraste de transparences et d’épaisseurs, avec une large palette picturale. Il improvise sur la toile comme il aimait le faire au piano[réf. nécessaire], avec une complète liberté, dans l'émotion du moment. Il nous transporte dans des paysages incertains à la frontière de l'abstrait et du figuratif qui permettent des déchiffrements infinis.
Pierre Cornette de Saint Cyr, Commissaire-priseur, ex-Président du Palais de Tokyo (Musée d'Art Moderne de la ville de Paris) écrit dans le catalogue de la vente du 17 décembre 2012 où trois tableaux étaient mis en vente :
« Dans une attirance presque instinctive pour la peinture de l'émotion, Jean-Pierre Poisson improvise ses gammes chromatiques et joue sur la toile comme il s'exprime au piano : avec grâce et spontanéité. Avec fièvre, jaillissent alors sur la toile, les  émotions, sensibles et pures, dans l'éclat de leurs couleurs. Jean-Pierre Poisson voue à la lumière une fascination sans nuance...».
Il effectue régulièrement de nombreuses expositions en France et à l’étranger (New-York, Shanghai, Moscou, Miami, Florence, Tokyo, Monaco, Londres, etc.). Il a réalisé en 2003 une exposition personnelle exclusive a la Conférence Internationale Mediterranean Forum organisée par José María Aznar, Premier Ministre espagnol, à laquelle participaient les Chefs de Gouvernement des pays riverains de la Méditerranée.
De 2006 à 2010, il était présenté en permanence à la Kwai Fung Hin Art Gallery de Hong Kong[réf. nécessaire].
Il a été invité en 2013 à l'exposition Nuits parisiennes organisée par le Musée des Beaux-arts de Saint-Pétersbourg[Lequel ?].
Il a participé, à plusieurs reprises, avec le peintre Robert Combas, les couturiers Christian Lacroix, Sonia Rykiel et d'autres personnalités du monde de l'art, à la campagne de l’association Action contre la faim, en réalisant une œuvre (assiette, tableau) qui a été vendue par Artcurial à Paris.
Ses œuvres sont régulièrement vendues lors d'enchères à l'Hôtel Drouot à Paris. Il a été invité par Tajan en 2013 et Cornette de Saint Cyr en 2014 et 2015, lors de ventes prestigieuses ([Maurice de Vlaminck]), Basquiat, Dali, Botero, Buffet, Warhol...) où ses tableaux sont achetés par des collectionneurs.
Ses tableaux sont présents dans de nombreux films[réf. nécessaire] : Le Grand Partage avec Didier Bourdon et Karin Viard, est sorti fin décembre 2015.
Le magazine de la gestion de patrimoine « Gestion de Fortune » de mai 2006 et mars 2010 lui a consacré un article de deux pages dans sa rubrique "Conseils".
Jean-Pierre Poisson est référencé sur les principaux sites internationaux de cotation (Artprice.com, ArtMarket.com, Artnet, Akoun).

## Expositions
2019
- International Artexpo New York, New York, USA
- Tokyo International Art Fair, Japon
- Miami Contemporary Art Fair, Miami, USA
- Art Shopping, Carrousel du Louvre, Paris
- Exposition prestige Banque HSBC, Atelier artiste, Pau
- Exposition prestige Banque Privée LCL, Atelier artiste, Pau
- Exposition prestige Lions Club, Atelier artiste, Pau

2018
- International Artexpo New York 2018, New York, USA
- Tokyo International Art Fair, Japon
- Miami Contemporary Art Fair, Miami, USA
- Art Shopping, Carrousel du Louvre, Paris
- Galerie Insolitudes, 13 avenue Léon Say, Pau
- ArtExpo Las Vegas 2018,USA
- Art3f Bruxelles, Belgique

2017
- International Artexpo New York 2017, New York, USA
- Galerie Insolitudes, 13 avenue Léon Say, Pau
- GSN Galerie, 8 rue Valéry Meunier, Pau
- Tokyo International Art Fair, Japon
- Miami Contemporary Art Fair, Miami, USA
- Art Shopping, Carrousel du Louvre, Paris
- Montreux Art Gallery, Suisse
- Exposition privée Banque Crédit Agricole, Atelier artiste, Pau
- Exposition privée Banque LCL, Atelier artiste, Pau

2016
- Tokyo International Art Fair, Japon
- Salon des Artistes, Musée des Beaux Arts, Moscou, Russie
- International Artexpo New York 2016, New York, USA
- Miami Contemporary Art Fair, Miami, USA
- Salon des Artistes, Musée des Beaux Arts, Saint-Petersbourg, Russie
- Salon d'Art Contemporain de Montreux, Suisse
- Galerie GSN, 8 rue Valéry Meunier, Pau, France
- Art Shopping, Carrousel du Louvre, Paris, France
- Exposition personnelle, Atelier de l'artiste, Gelos, France

2015
- International Artexpo New York 2015, New York, USA
- Miami Contemporary Art Fair, Miami, USA
- Carpeartem, 3 place des Vosges, Paris, France (exposition personnelle)[2]
- Art Shopping, Carrousel du Louvre, Paris, France

2014
- International Artexpo New York 2014, New York, USA
- Toronto Art Expo, Toronto, Canada
- Miami Contemporary Art Fair, Miami, USA
- Galerie Mouvances, 2 place des Vosges, Paris, France (exposition personnelle)
- Galerie Meignan, Monte-Carlo, Monaco (exposition personnelle)
- Salon d'Art Contemporain de Montreux, Suisse
- Art Shopping, Carrousel du Louvre, Paris, France

2013
- Galerie Meignan - Monte-Carlo (Monaco)[2]
- International Art Expo New-York 2013 - New-York (USA)
- Toronto Art Expo - Toronto (Canada)
- Art Shopping - Carrousel du Louvre - Paris (France)
- Galerie Mouvances - Exposition personnelle - Place des Vosges - Paris (France)
- Miami Red Dot Art Fair - Miami (USA)[2]

2012
- Galerie Meignan - - Exposition personnelle - Monte-Carlo (Monaco)
- International Art Expo New-York 2012 - (USA)
- Toronto Art Expo - Toronto (Canada)
- Art Shopping - Carrousel du Louvre - Paris (France)
- Galerie Mouvances - Exposition personnelle - Place des Vosges - Paris (France)
- Galerie Insolitudes - Exposition personnelle - Pau (France)

2011
- Biennale de Florence de l'Art Contemporain - Florence (Italie)[3]
- Business Art - Espace Pierre Cardin - Paris (France)
- Art Shopping - Carrousel du Louvre - Paris (France)
- Galerie Mouvances - Exposition personnelle - Place des Vosges - Paris (France)
- Galerie Insolitudes - Exposition personnelle - Pau (France)

2010
- London Art 2010 - Londres (Royaume-Uni)
- Business Art - Espace Pierre Cardin - Paris (France)
- Art Shopping - Carrousel du Louvre - Paris (France)
- Art Shanghai 2010 - Shanghai (Chine)
- Galerie Mouvances - Exposition personnelle - Place des Vosges - Paris (France)
- Galerie Insolitudes - Exposition personnelle - Pau (France)
- Kwai Fung Hin Art Gallery - Hong-Kong (Chine)

2009
- Art Shopping - Carrousel du Louvre - Paris (France)
- Art Shanghai 2009 - Shanghai (Chine)
- Galerie Mouvances - Exposition personnelle - Place des Vosges - Paris (France)
- Kwai Fung Hin Art Gallery - Hong-Kong (Chine)

2008
- Art Business New-York 2008 - New-York (USA)
- Art Shopping - Carrousel du Louvre - Paris (France)
- Galerie Mouvances - Exposition personnelle - Place des Vosges - Paris (France)
- Kwai Fung Hin Art Gallery - Hong-Kong (Chine)
- Palais Beaumont - Exposition personnelle - Pau (France)
- Grand Street Gallery - New-York- (USA)

2007
- Art Shanghai 2007 - Shanghai (Chine)
- European Painters Exhibition - Musée de Beijing - Pékin (Chine)
- Biennale de NEW YORK 2007 - New York (USA)
- Galerie Mouvances - Exposition personnelle - 2, place des Vosges - Paris (France)
- London Art 2007 - Londres (Royaume-Uni)
- Kwai Fung Hin Art Gallery - Hong-Kong (Chine)

2006
- Galerie Mona Lisa - Exposition personnelle - Paris (France)
- Palais Beaumont - Exposition personnelle - Pau (France)
- Waldorf Astoria - New York (USA)
- Lineart 2006 (Gand - Belgique)
- Modern Art International Exhibition - Shanghai (Chine)
- Salon de l’Art Contemporain Artpage - Paris (France)
- Hôtel Ritz (Paris) (France)
- Galerie De Muelenaere & Lefevere - Oostduinkerke  (Belgique)